# Vysoké Pole
Vysoké Pole là một làng thuộc huyện Zlín, vùng Zlínský, Cộng hòa Séc.